# Sokolovica
Le mont Sokolovica (en serbe cyrillique : Видојевица) est une montagne du sud-est de la Serbie. Il culmine à 1 050 m d'altitude.

## Géographie
Le mont Sokolovica est situé au sud-ouest de la ville de Prokuplje et au sud-est de Kuršumlija. Il est bordé par la rivière Toplica à l'ouest, par le mont Vidojevica au nord, par la Rgajska planina au nord et au nord-ouest et par le mont Radan au sud.

## Flore
Le mont Sokolovica abrite plusieurs espèces de plantes rares ou menacées en Serbie. Parmi ces espèces figurent Crepis nicaeensis Balbis, le lamier pourpre (Lamium hybridum), Lathyrus inconspicuus, Veronica dillenii et Milium vernale.